# Pseudopelletieryna
Pseudopelletieryna – organiczny związek chemiczny z grupy alkaloidów, zbliżony budową do tropanu. Występuje w korze korzenia granatu. Syntetycznie można go otrzymać w reakcji glutaraldehydu, metyloaminy i kwasu acetonodikarboksylowego (3-oksoglutarowego, O=C(CH
2COOH)
2) w obecności NaOH i Na
2HPO
4.